# Jonathan Bourhis
Pour les articles homonymes, voir Bourhis.
Jonathan Bourhis (10 octobre 1990 à Tours - 1er novembre 2009) était un joueur professionnel français de basket-ball évoluant au poste de meneur à Dijon. Il était l'un des meilleurs espoirs français.

## Biographie
Après des saisons avec les espoirs, dont une dernière en 2008-2009 ponctuée d'une première place aux points 19,9 points et aux passes, il signe un premier contrat professionnel avec la JDA de Dijon. 
Avec les sélections de jeunes, il dispute le Championnat d'Europe Juniors, compétition dont il termine à la quatrième place. Durant cette compétition, il est le quatrième marqueur avec 6,5 points en 12 minutes de moyenne. En 2009, il dispute le Championnat du monde des moins de 19 ans qui se déroule en Nouvelle-Zélande. La France termine à la huitième place. Bourhis marque 10 points de moyenne pour 24 minutes.
Il est décédé à 19 ans dans un accident de la route. Alors que la visibilité était réduite par le brouillard, sa voiture quitte la route et achève son parcours dans le canal de Bourgogne à proximité de Dijon.

## Distinctions
- Meilleur marqueur du championnat espoirs 2008-2009.
- Meilleur passeur du championnat espoirs 2008-2009.

## Lien Externe
- Profil LNB.fr